# Джилл Гудекр
Джилл Гудекр (англ. Jill Goodacre, 29 березня 1964, Лаббок, США) — американська акторка й модель. Була однією із головних моделей бренду Victoria's Secret у 1980-х, початку 90-х. років. Одружена зі співаком Гаррі Конніком.

## Кар'єра

### Victoria's Secret
У 1980-х роках Гудекр була основною моделлю нижньої білизни та панчішно-шкарпеткових виробів відносно нової компанії Victoria's Secret у каталогах із замовленнями поштою та в роздрібних магазинах. Гудекр, Стефані Сеймур та голандська модель Фредерік допомогли Victoria's Secret вирости з малої нової компанії до світового гіганта жіночої білизни, купальників та одягу.

### Інше
Зіграла саму себе, що була заблокована біля банкомату разом з Чендлером Бінгом, у одному з епізодів (The One with the Blackout) серіалу Друзі у 1994 р.
Також керувала зйомками відео живого виступу гурту її чоловіка (The New York Big Band Concert) у 1992році, та знімалась у декількох його кліпах.

## Особисте життя
Народилась у Лаббок, зростала у Боулдер (Колорадо). Вона дочка маклера Віляма Гудкера та скульпторки Гленний Гудекр, уродженки Лаббока, що проживала у Санта-Фе (Нью-Мексико). Після розлучення матір дівчини одружилась вдруге. Длил має одного брата, Тіма.[джерело?]
Зі своїм чоловіком, Гаррі Конніком познайомилась на зйомках фільму у 1990 році. Одружились 1994 у Кафедральному соборі святого Людвіка у Новому Орлеані, мають трьох дочок.

## Фільмографія

### Акторка
- 1981 Play for Today — Голда
- 1983 The Nation's Health — Вал Кен
- 1986 Odd Jobs
- 1987 Worlds Beyond
- 1991 Simply Mad About the Mouse: A Musical Celebration of Imagination — саму себе, разом з чоловіком.
- 1994 Friends — саму себе
- 1997 Duckman (озвучка)
- 1997 The Uninvited — Роуз

### Режисер
- 1993 Harry Connick Jr.: The New York Big Band Concert